# Vallée d'Aspé
Pour les articles homonymes, voir Aspe.
À ne pas confondre avec les vallée d'Aspe et gave d'Aspe
La vallée d'Aspé est une haute vallée glaciaire de la chaîne de montagnes des Pyrénées située administrativement dans la commune de Gavarnie-Gèdre en Lavedan dans le département français des Hautes-Pyrénées, en région Occitanie.

## Toponymime
Aspé s'analyse formellement par l'adjectif gascon aspè « abrupt » du latin asper. Cette explication interfère probablement avec le thème pyrénéen prélatin Aspe.
L'adjectif se retrouve dans le nom de la vallée des Pouey Aspé creusée par un autre affluent du gave de Gavarnie.

## Géographie

### Situation
Orientée est-ouest, la vallée s'étend sur environ 7,4 km avec une largeur entre 2,3 km et 4 km. Elle est coincée entre la vallée du Lutour à l’ouest, la vallée de Cestrède au nord, la vallée du cirque de Gavarnie à l’est et la vallée d'Ossoue au sud. Elle se trouve dans le massif d'Ardiden.
Elle est comprise entièrement dans la commune de Gavarnie-Gèdre.

### Topographie
La vallée d'Aspé est surplombée au nord et au sud par des sommets avoisinant les 2 300 mètres :
- au nord : le long de la Crête d’Aspé on trouve le malh Arrouy (2 965 m) ; le long de la Crête de Male on trouve le pic de l’Oule (2 616 m),  la Sarre Aute (2 277 m), le Tuque Esparbère (2 291 m) et le Soum Haut (2 289 m) ;
- à l'est : au bord de  la route départementale 921 montant en direction de Gavarnie, le long du gave de  Gavarnie on trouve les hameaux de Saussa et des Granges de Saugué ;
- au sud : le pic de la Badète d'Aspé (2 763 m), les Meyts (2 509 m), le Soum de Labassa (2 388 m), le Soum Blanc de Secugnat (2 577 m), le Soum Braqué (2 304 m) et le Soum des Canaus (2 279 m) ;
- à l'ouest : le pic sud d'Aspé (2 924 m) et le Soum d'Aspé (2 968 m).

On peut communiquer au nord avec la vallée de Cestrède par le col de l'Oule (2 556 m) et la Hourquette d'Arrouyes (2 214 m), au sud avec la vallée d'Ossoue par le col de la Quieu (2 487 m) et le col d'Aspé ou de Pla Coummunau (2 281 m) et à l’ouest à la vallée du Lutour par le col d'Aspé (2 821 m).

### Hydrographie
Le gave d'Aspé, qui est un affluent gauche du gave de Gavarnie et le rejoint à la cascade de Pich-Gaillard, coule au milieu de la vallée. La vallée est dépourvue de lac pyrénéen d’importance.

## Protection environnementale
La vallée fait partie d'une zone naturelle protégée, classée ZNIEFF de types 1 et de type 2.

## Voies de communication et transports
Pour accéder à la vallée, suivre la route départementale 921 montant en direction de Gavarnie. À Gèdre prendre la route du hameau de Saussa.